# Covenant bancaire
Pour les articles homonymes, voir Covenant.
En économie, un covenant bancaire ou clause de sauvegarde est une clause d'un contrat de prêt qui, en cas de non-respect des objectifs, peut entraîner le remboursement anticipé du prêt.
Le terme covenant est un emprunt à l'anglais (lui-même tiré du français « convenant ») qui signifie « accord ».